# Arciděkan

Heraldický erb arciděkana.

Arciděkan (oslovení Veledůstojný pán, zkr. Vldp.; latinsky Admodum Reverendus Dominus, zkr. A.R.D.) je v římskokatolické a pravoslavné církvi čestný titul pro duchovní správce některých významných farností nebo čestný titul významného kněze (osobní arciděkan nebo také arciděkan ad personam).
Ve východním křesťanství je obdobným titulem protopresbyter. 

## Historie
Původně se jednalo o představeného územní jednotky zahrnující několik děkanátů nebo vikariátů, označované jako arciděkanství, krajský děkanát, archidiakonát (tj. arcijáhenství), archipresbyterát (například v českobudějovické diecézi) nebo komisariát. Označení arciděkan pak v Čechách zůstalo jako čestné pro duchovní správce některých významných farností, ačkoliv striktně vzato se o arciděkana a arciděkanství jednalo jen v případě Liberce a jinde šlo o arcijáhna a arcijáhenství. Později byly na arciděkanství povýšena také další farnosti (resp. děkanství), například Ústí nad Labem, Kašperské Hory, Praha-Vinohrady, nebo Pardubice. Při sjednocení názvů římskokatolických farností v České republice, k němuž došlo na základě rozhodnutí České biskupské konference k 1. červenci 1994, bylo označení arciděkanství z názvů řady těchto farností vypuštěno, ovšem některým z nich bylo toto označení se souhlasem příslušného diecézního biskupa ponecháno.

## Současná arciděkanství
V současné době mají v České republice status arciděkanství tyto římskokatolické farnosti:
- v litoměřické diecézi:
  - Bílina (od roku 1934; v současné době spravováno administrátorem)
  - Horní Police (od roku 1723, v současné době spravováno administrátorem)
  - Liberec (od 6. července 1879)
  - Mladá Boleslav (od roku 1941, v současné době spravováno administrátorem)
  - Šluknov (od roku 1922)
  - Ústí nad Labem (od roku 1928)
- v královéhradecké diecézi:
  - Chrudim (od roku 1894)
  - Jičín
  - Kutná Hora
  - Pardubice (od roku 1934)
  - Trutnov
- v českobudějovické diecézi:
  - Nepomuk (od roku 1933; v současné době spravováno administrátorem)

## Arciděkanství v minulosti
V minulosti byla arciděkanství i v dalších městech:
- v pražské arcidiecézi:
  - Kladno (od roku 1937)
  - Kouřim (od 6. ledna 1949)
  - Praha-Vinohrady (od roku 1929)
  - Praha-Smíchov (od roku 1928)
  - Říčany
  - Praha-Lhotka
- v českobudějovické diecézi:
  - Český Krumlov
  - Kašperské Hory (od roku 1930 do 30. června 1994)
- v plzeňské diecézi:
  - Cheb
  - Domažlice (do 30. června 1994)
  - Město Touškov (do 30. června 1994)
  - Horšovský Týn (do 30. června 1994)
  - Klatovy (do 30. června 1994)
  - Plzeň
  - Sedlec (od roku 980; dnes součást Karlových Varů)
  - Sokolov (od roku 1672)
  - Tachov

(Seznam nemusí být úplný.)

## Osobní arciděkani
Osobními arciděkany (arciděkany ad personam) jsou například:
- v plzeňské diecézi:
  - František Klika, Rokycany (od 8. května 2013)
- v litoměřické diecézi:
  - Josef Čermák, Kadaň (od 1. února 2011)
  - Zdeněk Maryška, Sobotka (od 26. června 2005)
  - Josef Mazura, Ústí nad Labem-Střekov (od 1. února 2011)
  - Rudolf Prey, Postoloprty (od 1. února 2011)
  - Pavel Procházka, Šluknov (od 1. února 2011)
  - František Segeťa, Srbská Kamenice (od 1. února 2011)
- v královéhradecké diecézi:
  - Mons. František Hladký, Hradec Králové (od 1. ledna 2008)

Někteří významní osobní arciděkani v minulosti:
- Msgre. Josef Němeček (1824–1912)
- Jindřich Langner (1870–1956)
- Msgre. Josef Kuška (1873–1953)
- Msgre. Alois Tylínek (1884–1965)
- Gerlak Josef Mazal OPraem. (1893–1962)
- Jakub Hradil (1910–1986, osobním arciděkanem od roku 1970)
- ThDr. Jaroslav Baštář (1914–1994, osobním arciděkanem od roku 1984)
- Mons. Jaromír Korejs (1921–1997, osobním arciděkanem od roku 1989)
- Václav Růžička († 1999)
- František Šmejkal († 1999)
- Josef Buchta (1912–2000)
- Zdeněk Vodička († 2003)
- ThLic. Heřman Keymar († 2003)
- PhDr. ThDr. Eduard Broj (1906–2003)
- Václav Duchek (1922–2003, osobním arciděkanem od 8. září 1982)
- MUDr. Ladislav Kubíček (od roku 1993)
- František Kolanda (1927–2004)
- František Krásenský SJ (1925–2005, osobním arciděkanem od roku 1987)
- Karel Kahoun (1923–2006)
- Vojtěch Kodera (1914–2006)
- Jan Peprla (1920–2007, osobním arciděkanem od roku 2005)
- Oldřich Vinduška (1918–2007, osobním arciděkanem od 28. června 2002)
- Josef Zlámal OMelit
- Josef Šťastný (1942–2009, osobním arciděkanem od 1. září 1999)
- Jan Kozár (1933–2009, osobním arciděkanem od 1. dubna 1993)
- Mons. Jan Machač (1915–2009)
- Antonín Kubíček (1912–2010)
- Jiří Mošna (1928–2010, osobním arciděkanem od roku 1988)
- Ferdinand Plhal SDB (1926–2010, osobním arciděkanem od 1. března 2003)
- ThDr. Bedřich Ťupa (1915–2010)
- Josef Matura (1923–2012, osobním arciděkanem od 1. února 2011)
- v pražské arcidiecézi:
- Jaroslav Ptáček OCr, Praha (1928–2016, arciděkanem od 28. března 1988)
- Bedřich Blažek, Kolín (1928–2017, arciděkanem od 1. ledna 2005)
- Václav Nekolný, Uhlířské Janovice[9] (1934–2022, arciděkanem od 1. ledna 2005)